# Льямас-де-ла-Рібера
Льямас-де-ла-Рібера (ісп. Llamas de la Ribera) — муніципалітет в Іспанії, у складі автономної спільноти Кастилія-і-Леон, у провінції Леон. Населення — 970 осіб (2010).
Муніципалітет розташований на відстані близько 300 км на північний захід від Мадрида, 21 км на захід від Леона.
На території муніципалітету розташовані такі населені пункти: (дані про населення за 2010 рік)
- Льямас-де-ла-Рібера: 342 особи
- Кінтанілья-де-Сольямас: 376 осіб
- Сан-Роман-де-лос-Кабальєрос: 159 осіб
- Вільявісьйоса-де-ла-Рібера: 93 особи

## Демографія
Динаміка населення (INE ):